# À la folie... pas du tout
Pour les articles homonymes, voir À la folie.
Pour plus de détails, voir Fiche technique et Distribution.
À la folie… pas du tout est un thriller romantique français coécrit et réalisé par Lætitia Colombani, sorti en 2002.
Le film suit Angélique, jeune fille d'une vingtaine d'années, étudiante aux Beaux-arts, qui tombe amoureuse de Loïc, un cardiologue renommé, marié et futur papa. Elle est intimement persuadée que c'est son grand amour, mais Loïc ne se rend pas aux rendez-vous qu'elle organise et elle ne comprend pas pourquoi il se montre si distant avec elle, alors qu'elle l'aime tant.
Avant que le film ne soit produit, le scénario a été lauréat du prix junior du meilleur scénario en 2001.

## Synopsis
En fait, Angélique est atteinte d'érotomanie : elle est la seule à vivre cet amour qu'elle imagine passionné. Quant à Loïc, il reste dans la plus profonde incompréhension devant les cadeaux anonymes et les courriers doux qu'il reçoit, tout en restant profondément amoureux de sa femme. L'amour d'Angélique va la pousser toujours plus loin, jusqu'à provoquer de très graves troubles dans sa vie ainsi que dans celle de Loïc.
Le film est divisé en deux parties. La première est l'histoire du point de vue d'Angélique, une jeune artiste qui étudie à l'université locale. Son ami David l'aime plus qu'elle ne le sait. Angélique travaille dans un restaurant avec son amie Éloïse. Elle est toujours en retard au travail. Un jour elle arrive en saignant, à la suite d'un accident de cyclomoteur, emprunté à Éloïse. Angélique parle sans cesse de son amant Loïc, un cardiologue en proie à des problèmes conjugaux. Elle lui donne une peinture pour son anniversaire, ainsi qu'une note avec une rose qu'elle a payée pour être livrée pour l'inviter chez elle pour son anniversaire, mais Loïc ne vient pas. Plus tard, elle dit à ses amis qu'elle et Loïc ont l'intention de faire un voyage en Italie et qu'il lui avait proposé l'idée. Mais lorsqu'elle l'attend à l'aéroport, il ne vient pas. Elle décide qu'elle en a fini avec lui et elle lui donne un cadeau qu’on ne voit pas. Plus tard, elle essaie de se suicider en s'asphyxiant au gaz.
Le film change et on voit le point de vue de Loïc. Il reçoit une rose avec un message et pense alors que cela vient de sa femme, Rachel, qui est enceinte. Il continue à recevoir des cadeaux étranges, mais ne dit rien à sa femme pour ne pas l'inquiéter. Celle-ci vient au cabinet et trouve la peinture d'Angélique, portant un message au verso : « Joyeux anniversaire, mon amour ». Elle se fâche et Loïc est alors contraint de lui raconter ce qui se passe. Elle ne le croit pas et finit par le quitter. Quelques jours plus tard, Loïc reçoit un bouquet de fleurs qu'il refuse et que prend alors sa secrétaire. Celle-ci trouve alors dans les fleurs un billet d’avion pour un voyage en Italie, qu'elle décide de s'attribuer.
Le lendemain, Loïc reçoit un mystérieux paquet. En l’ouvrant, il y découvre avec horreur un cœur transpercé d'une flèche. Il s'agissait du mystérieux cadeau d'Angélique que l'on ne voyait pas lors de la première partie. Loïc devient furieux et attaque une patiente, Sonia Jasmin, qu’il croit être le mystérieux messager. Sonia Jasmin porte plainte et l'attaque en justice. Elle est cependant retrouvée morte, victime d'une crise cardiaque, quelque temps avant l'audience.
Maintenant la police croit que c’est Loïc qui a tué la patiente. Sa femme, qui est avocat, décide de prendre sa défense. Elle lui témoigne son amour en l'embrassant tendrement alors que celui-ci est entouré des policiers. On voit Angélique assister à la scène en maudissant sa "concurrente". Un jour, Loïc reçoit un coup de fil de son meilleur ami qui l'informe que sa femme est à l’hôpital. Elle a été renversée par un cyclomoteur, et est légèrement blessée, mais a perdu le bébé. Dans sa folie, Angélique a voulu que Rachel perde son bébé, qui était un obstacle à la "relation" qu'elle entretient avec Loïc (dans son imagination). Rachel revient peu après à la maison mais, malgré tous les efforts de son mari, reste inconsolable.
Une nuit, Loïc entend les pompiers et se précipite vers la maison voisine, où il se rend compte que sa voisine a tenté de mettre fin à ses jours. Il met alors tout en œuvre pour la réanimer (massage cardiaque et bouche à bouche) et la ramène à la vie. Elle pense donc qu’il l’a sauvée parce qu’il est amoureux d’elle et elle est heureuse qu'il l'ait embrassée (alors que, pour lui, c'était juste pour la sauver). Après que Loïc est allé à l’hôpital pour la voir, il découvre que c’est elle qui l'aime à la folie et qui agit ainsi. Quand il lui dit qu’il n’y a rien entre elle et lui, qu'il n'y a jamais rien eu, et qu'il n'y aura jamais rien, elle se fâche et l'assomme avec une statue, ce qui le déséquilibre et provoque sa lourde chute dans les escaliers. Transporté d'urgence à l'hôpital, il reste plusieurs jours inconscient avant de finalement recouvrer connaissance. Angélique est, quant à elle, hospitalisée dans un service de psychiatrie. En rendez-vous chez le spécialiste qui la suit, elle avoue avoir pris conscience au cours de ces années de traitement que Loïc n’est pas son amant. Elle dit qu'elle se sent mieux, et qu'elle a vraiment compris. Trouvant ce discours encourageant, le psychiatre lui indique qu'elle est désormais libre de partir, mais qu'elle doit bien continuer à prendre ses médicaments.
Tandis qu'on voit Angélique s'éloigner à travers le long couloir de l'hôpital psychiatrique, on voit en parallèle un ouvrier venu faire des travaux dans sa chambre. Il découvre avec stupéfaction une immense mosaïque cachée derrière l'armoire de la chambre d'Angélique. Et cette mosaïque, faite à l'aide de gélules, représente… Loïc. En réalité, Angélique n'a jamais pris son traitement. On la revoit s'éloigner vers la sortie de l'hôpital psychiatrique et le générique de fin arrive, nous laissant en plein suspense.

## Fiche technique
- Titre original : À la folie… pas du tout
- Titre international : He Loves Me... He Loves Me Not
- Réalisation : Lætitia Colombani
- Scénario : Lætitia Colombani et Caroline Thivel
- Musique : Jérôme Coullet
- Décors : Jean-Marc Kerdelhue
- Costumes : Jacqueline Bouchard
- Photographie : Pierre Aïm
- Son : Marc-Antoine Beldent
- Montage : Véronique Parnet
- Production : Charles Gassot ; Dominique Brunner (exécutif)
- Sociétés de production : Telema ; TF1 Films Production (coproduction)
- Sociétés de distribution : Fox France ; Les Films de l'Elysée (Belgique), Les Films Séville (Québec), Filmcoopi (Suisse)
- Pays d’origine :  France
- Langue originale : français
- Format : couleur
- Genre : thriller romantique
- Durée : 92 minutes
- Dates de sortie : 
  - France : 27 mars 2002
  - Belgique : 3 avril 2002
  - Suisse romande : 10 avril 2002
  - Québec : 14 février 2003

## Distribution
- Audrey Tautou : Angélique
- Samuel Le Bihan : Loïc Le Garrec
- Isabelle Carré : Rachel
- Sophie Guillemin : Héloïse
- Clément Sibony : David
- Élodie Navarre : Anita
- Éric Savin : Julien
- Vania Vilers : le commissaire
- Michèle Garay : Claire Belmont
- Catherine Cyler : Jeanne
- Mathilde Blache : Léa
- Charles Chevalier : Arthur
- Michael Mourot : Jean-Louis, le kiné
- Yannick Alnet : Jean Timbault
- Nathalie Krebs : Sonia Jasmin
- Sophie Vaslot : Madame Dubois-Rollin
- Patrice Saunier : le psychiatre
- Daniel Villattes : le fleuriste
- Nicolas de Teule : Marc, le livreur de fleurs
- Danielle Claverie : Madame André, la patiente
- Jean-Claude Bonnifait : le professeur
- Julien Garrabet : étudiant soirée
- Frédéric Kneip : l'avocat
- Alain Raimond : Gérard, le patron du bar
- Vincent Brossard : Rémi
- Marek Kastelnik : Stéphane
- Michel-Paul Bonnefon : Monsieur Dubois-Rollin
- Chrystel Seyvecou : l'infirmière
- Jeff Bigot : l'interne
- Chrystelle Lépine : l'aide soignante
- Benoît Guilbot : inspecteur Joffrey
- Patrick Audoy : le pompier
- Hugo Laffont : le petit Dubois-Rollin
- Juliette Desseaux : petite fille
- Pierre Lacarce : le bébé de Loïc et Rachel
- Maxime Garrigues : le bébé de Julien et Hélène
- Ahmed Saguia : modèle
- Gérard Lecouvey : le peintre
- Emilie Bersars : speakerine TV7
- Bastien Loquet : journaliste TV7

## Production

### Tournage
Le tournage a eu lieu à Bordeaux en Gironde[réf. nécessaire].

### Musique
La bande originale du film À la folie... pas du tout et autres musiques pour l'écran de Jérôme Coullet ont été éditées sur CD chez Disques Cinémusique en 2013[réf. nécessaire].

## Accueil

### Box-office
Le film aurait rapporté 5 126 264 de dollars dans le monde entier[réf. nécessaire].

## Distinctions
- Festival international du film de Valladolid 2002 : sélection en compétition pour le Golden Spike
- Phoenix Film Critics Society Awards 2004 : nomination comme meilleur film en langue étrangère